# 우리, 사랑했을까
《우리, 사랑했을까》는 2020년 7월 8일부터 2020년 9월 2일까지 방영된 JTBC 수목 드라마이다.

## 줄거리
14년 차 생계형 독수공방 싱글맘 앞에 나쁜데 끌리는 놈, 잘났는데 짠한 놈, 어린데 설레는 놈, 무서운데 섹시한 놈이 나타나며 펼쳐지는 '인생 로맨스 재개봉' 드라마.

## 기획 의도
"꿈.. 사랑.. 당신도 포기하고 있나요?"
포기의 시대다. 많은 이들이 갖가지 이유로 꿈을 포기하고 인간관계를 포기하고, 이내 사랑을 포기한다. 그런 건 다 처지가 돼야 하는 거라고, 돈과 시간 없인 할 수 없는 거라고. 살아가는 것만으로도 벅찬 오늘날, 꿈과 사랑은 누군가의 특권이 되어버렸다. 그럴수록 우리는 더욱 격렬히 사랑하고 꿈꾸고 싶지만, 애써 그 욕망을 부정하고 누를 수밖에 없는 현실. 욕망 따위 처음부터 없던 사람처럼 무미건조하게 살아가야만 하는 당신.
"꿈.. 사랑.. 당신에게도 사치인가요?"
정녕, 꿈과 사랑이 진짜 사치인 그런 슬픈 세상이라면, 일주일에 2번만이라도, 그 사치를 누릴 수 있었으면 좋겠다. 하루 종일 무겁기만 했을 당신이 텔레비전 앞에서 누릴, 가장 설레는 사치. 있는 힘껏 가볍게, 시종일관 유머러스하게, 보는 내내 가슴이 두근댈 로맨스! 그리고 결국엔 느꼈으면 좋겠다. 언젠가 느꼈었던 사랑의 감정이 또 찾아올지 모른다는 설렘. 그리고 당신도 그런 사랑을 받을 가치가 있다는 위로.
"그것이 바로, 이 드라마가 당신에게 주는 사치스런 선물."

## 등장인물

### 주요 인물
- 송지효 : 노애정 / 담자이 역 - 영화사 [엄지필름] 프로듀서이자 싱글맘. 하늬의 어머니. 과거 파도가 몸담고 있었던 24K 조직 보스의 연인. 동찬의 장모. 애.정. 평생 애정만 받고 살라며 돌아가신 아버지가 지어주신 이름! 이름처럼 인생에 애정이 넘치면 좋으련만, 지난 14년간 홀로 아이를 키우느라 생계에 찌들어, 독수공방에 일만 열심히 했다. 그런 그녀 앞에 웬 ‘놈’이, 그것도 4명이나 나타나, 말로만 듣던 ‘썸’에 휘말리면서, 잊었던 ‘나’에 대해 각성하게 되는 인물.
- 손호준 : 오대오 역 - 필명이 '천억만' 인 베스트셀러 소설가, 나쁜데 끌리는 놈. 베스트셀러 소설가이자, 헐리웃에서 메가 히트까지 치고 온 시나리오 작가. 얼굴을 공개한 적이 없어 그에 대해 출처를 알 수 없는 여러 루머가 돌고 또 돈다. 사실 그는 글 이외에 모든 면에서는 능력이 떨어지며 넘치는 근자감으로 재수 없다는 오해를 사곤 한다. 예전 주아린의 과외 선생님이자 첫사랑으로 아린을 백지화시켰다.
- 송종호 : 류진 역 - 모든 게 완벽한 톱스타, 잘났는데 짠한 놈. 쏭엔터의 대표 배우이자, 국민 남사친이라는 수식어로 나날이 인기 급상승 중인 톱배우. 대학 재학 당시엔 ‘연영과 배용준’이라 불렸고, 현재는 ‘국민 남사친’이란 수식어로 나날이 인기가 급상승 중인 배우. 수많은 노력 끝에 '할리우드 진출'이라는 목표를 거의 달성했다. 외모, 능력, 성격까지 모든 면이 타고나게 완벽하게 보이지만 실은 엄청난 노력파이다. 주변 시선에 병적으로 집착하는 '완벽주의'와 완벽한 선택을 방해하는 부작용인 '결정장애'를 가지고 있다.
- 구자성 : 오연우 역 - 어린데 설레는 놈, 한박 중학교 체육교사. 오연우라 쓰고 선샤인이라 읽고 싶은 남자. 시종일관 선샤인급 미소로 학생들을 대해, 함박중학교에서 준연예인급 대우를 받는 인기 체육교사이자 노하늬의 담임교사. 과거 신문에 등장한 농구 영재이자 수많은 팬을 거느린 농구계 스타였지만 노애정은 자신을 있는 그대로 봐주어 그녀를 짝사랑했었다. 아직도 잊지 못해 지금까지 결혼을 하지 않았다. 하늬가 네 남자들 중 가장 좋아한다.
- 김민준 : 구파도 역 - [나인 캐피탈] 사장, 무서운데 섹시한 놈. 동찬의 아버지이자 하늬의 시아버지. 애정과 대오의 사돈. 과거 조직에 몸담았던 이력이 있지만, 그 생활을 청산하고 나인캐피탈을 금융회사로 성장시키며, ‘사채업계의 로빈후드’란 별명을 얻은 인물. 노애정의 영화에 거액을 투자할 인물이기도 하다. 양육을 받아본 적이 없어 육아에 대해 잘 알지 못해 책으로 공부했지만 아들에게 전혀 통하지 않는다. 아들이 작고 나약한 토끼처럼 겁이 많아 마음이 아프다.
- 김다솜 : 주아린 / 고효심 역 - 아름다운 외모는 물론 유명 영화제에서 여우주연상까지 수상한 연기력으로 만인에게 사랑받는 톱배우. 자타공인 '아시아의 엔젤'이라 불리며 그와 관련된 모든 상품을 완판으로 기록, 대세 중의 대세임을 증명하고 있다. 하지만, 아무도 모른다. 그녀가 뼈를 깍는 노력으로 이 자리까지 왔다는 것을. 어느 날, 고등학교 시절 과외 선생님이자 첫사랑인 오대오와 재회하게 되는데, 그녀의 가슴이 다시 뛰기 시작한다.

### 애정이네
- 김미경 : 최향자 역 - 애정의 어머니, 세신사. 하늬의 외할머니.
- 엄채영 : 노하늬 역 - 애정의 딸, 한박 중학교 1학년. 향자의 외손녀. 대오의 친딸. 동찬의 아내. 파도의 며느리.
- 김영아 : 강숙희 역 - 애정 아지트 '秀Key' Bar 사장.

### 엄지필름
- 백수희 : 최혜진 역 - 영화사 [엄지필름] 1년차 PD.
- 김병춘 : 왕 대표 역 - 영화사 [엄지필름] 대표.

### 천명엔터테인먼트
- 진희경 : 주보혜 역 - 연우의 어머니.
- 오희준 : 도광수 역 - 아린의 매니저.

### 나인 캐피탈
- 윤성우 : 구동찬 역 - 죽은 담자이의 아들, 한박 중학교 1학년. 하늬의 남편. 애정과 대오의 사위. 향자의 손주사위.
- 권은성 : 어린 구동찬 역.
- 이교엽 : 김 이사 역 - 파도의 오른팔.

### SSONG 엔터테인먼트
- 이화룡 : 명쾌남 역 - 류진의 매니저.
- 서정연 : 제니퍼 송 역 - SSONG 엔터테인먼트 대표.

### 그 외 인물
- 김광규 : 홍 편집장 역 - 편집장 (2회 ~ 5회, 16회)
- 김지민 : 북콘서트 진행자 역 (2회)
- 홍윤화 : 라디오 DJ 역 (4회)
- SF9 : 아이돌 그룹 SF9 역 (6회)
- 안석환 : 마을 이장 역 (8회 ~ 9회)

## 시청률
최저 시청률과 최고 시청률은 시청률 조사회사와 지역별로 시청률에 차이가 있을 수 있습니다.
| 2020년      | 2020년      | 2020년         |            |
| 회차        | 방송일      | AGB 시청률     | AGB 시청률 |
| 회차        | 방송일      | 대한민국(전국) |            |
| ----------- | ----------- | -------------- | ---------- |
| 제1회       | 7월 8일     | 2.003%         |            |
| 제2회       | 7월 9일     | 2.202%         |            |
| 제3회       | 7월 15일    | 2.084%         |            |
| 제4회       | 7월 16일    | 2.008%         |            |
| 제5회       | 7월 22일    | 2.048%         |            |
| 제6회       | 7월 23일    | 1.777%         |            |
| 제7회       | 7월 29일    | 2.147%         |            |
| 제8회       | 7월 30일    | 2.045%         |            |
| 제9회       | 8월 5일     | 1.826%         |            |
| 제10회      | 8월 6일     | 1.648%         |            |
| 제11회      | 8월 12일    | 2.007%         |            |
| 제12회      | 8월 13일    | 1.882%         |            |
| 제13회      | 8월 19일    | 1.660%         |            |
| 제14회      | 8월 20일    | 1.790%         |            |
| 제15회      | 8월 27일    | 1.973%         |            |
| 제16회      | 9월 2일     | 1.649%         |            |
| 평균 시청률 | 평균 시청률 | 1.922%         |            |

## OST
다음은 오리지널 사운드트랙(OST) 싱글 앨범에 포함된 곡들이며, 정렬기준은 출시 순입니다.
- Part.1 이바다 - Dreams[2] (2020.07.08 발매)
- Part.2 Sondia - Still (2020.07.15 발매)
- Part.3 유주 - First Day (2020.07.22 발매)
- Part.4 9와 숫자들 - 네가 생각나 (2020.07.30 발매)
- Part.5 마크툽, 이라온 - 정말 사랑했을까 (2020.08.05 발매)
- Part.6 원위 - 그녀는 대체 (2020.08.12 발매)
- Part.7 수안 - 요즘 내 마음 (2020.08.19 발매)
- Part.8 모트 - My Way (2020.08.27 발매)

## 동시간대 드라마
- KBS 수목드라마

《출사표》 (2020년 7월 1일 ~ 2020년 8월 20일)
- MBC 수목드라마

《십시일반》 (2020년 7월 22일 ~ 2020년 8월 13일)
《내가 가장 예뻤을 때》 (2020년 8월 19일 ~)
- tvN 수목드라마

《악의 꽃》 (2020년 7월 29일 ~ '종영)

## 결방 사유
- 태풍 바비 북상 특보로 인해 결방되며, 오늘 방송 예정인 15회와 마지막회는 8월 27일과 9월 2일[3]에 방송된다.

## 참고 사항
- 픽션이며, 실제와 관련이 없다.
- 화면은 레터박스로 구성되었다.

## 같이 보기
- 대한민국의 텔레비전 드라마 목록 (ㅇ)
- 2020년 대한민국의 텔레비전 드라마 목록